# Сенів Іван Васильович

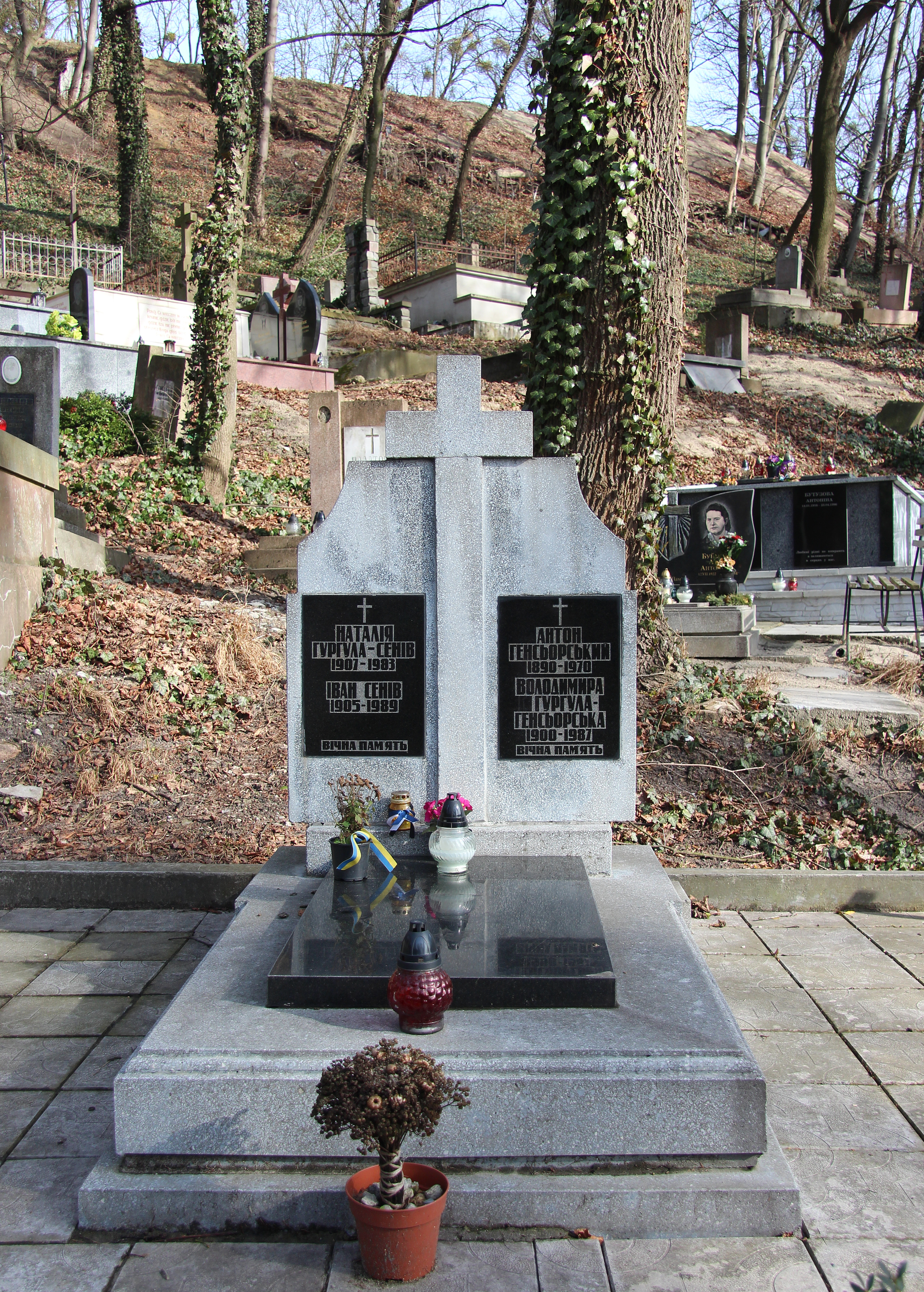

Івáн Вас́ильович Сéнів (*1 жовтня 1905, Рогатин — †5 вересня 1984, Львів) — український мистецтвознавець, член спілки художників СРСР. Дослідник творчости Олени Кульчицької. Брав участь у створенні Музею народної архітектури та побуту у Львові (відкритий 1971). 

## Життєпис
Народився у Рогатині (Галичина), до початкової школи ходив у Букачівцях, а середню освіту одержав у Львівській академічній гімназії, там і вступив у Пласт. У 1924–1925 був слухачем медичного відділу підпільного українського університету. Згодом вступив на будівельний факультет Львівської політехніки, де у 1940 одержав диплом інженера-будівельника.
Працював у Львівському Музеї етнографії та художнього промислу. Одночасно здобув заочно другу вищу освіту в Інституті живопису, скульптури та архітектури ім. І. Рєпіна в Ленінграді (1953). Через деякий час на вченій раді цього інституту захистив кандидатську дисертацію, в якій розглянув творчість Олени Кульчицької. Був прийнятий до спілки художників СРСР.
З 1966 брав участь у створенні у Львові Музею народної архітектури та побуту у Шевченківському Гаю (відкрито у 1971). До виходу на пенсію займався у ньому розширенням та постійним поповненням експонатів.
Похований у Львові на Личаківському цвинтарі (поле 35).

## Праці
- Сенів І. В. Народна архітектура західних областей УРСР в художніх творах О. Л. Кульчицької. — Матеріали з етнографії та художнього промислу, 1957 р., т. 3, с. 160—171.
- Сенів І. В. О. Л. Кульчицька. Каталог творів (1959)
- Сенів І. В. Творчість Олени Львівни Кульчицької / І. В. Сенів . — Київ: Вид-во АН УРСР, 1961. — 179 с. : іл.
- Розділи «Меблі» в «Історії українського мистецтва», (т. 2, 1967)
- В «Нарисах з історії укр. декоративно-прикладного мистецтва» (1969); статті на мистецькі теми.

## Пласт
- Був один з засновників 10 куреня УПС "Чорноморці" Ім. Святого Миколая.
- Першим курінним куреня "Чорноморці" був саме Іван Сенів.